# Đông Nam Bộ

Kaart met de locatie van Dong Nam Bo ("Southeast")

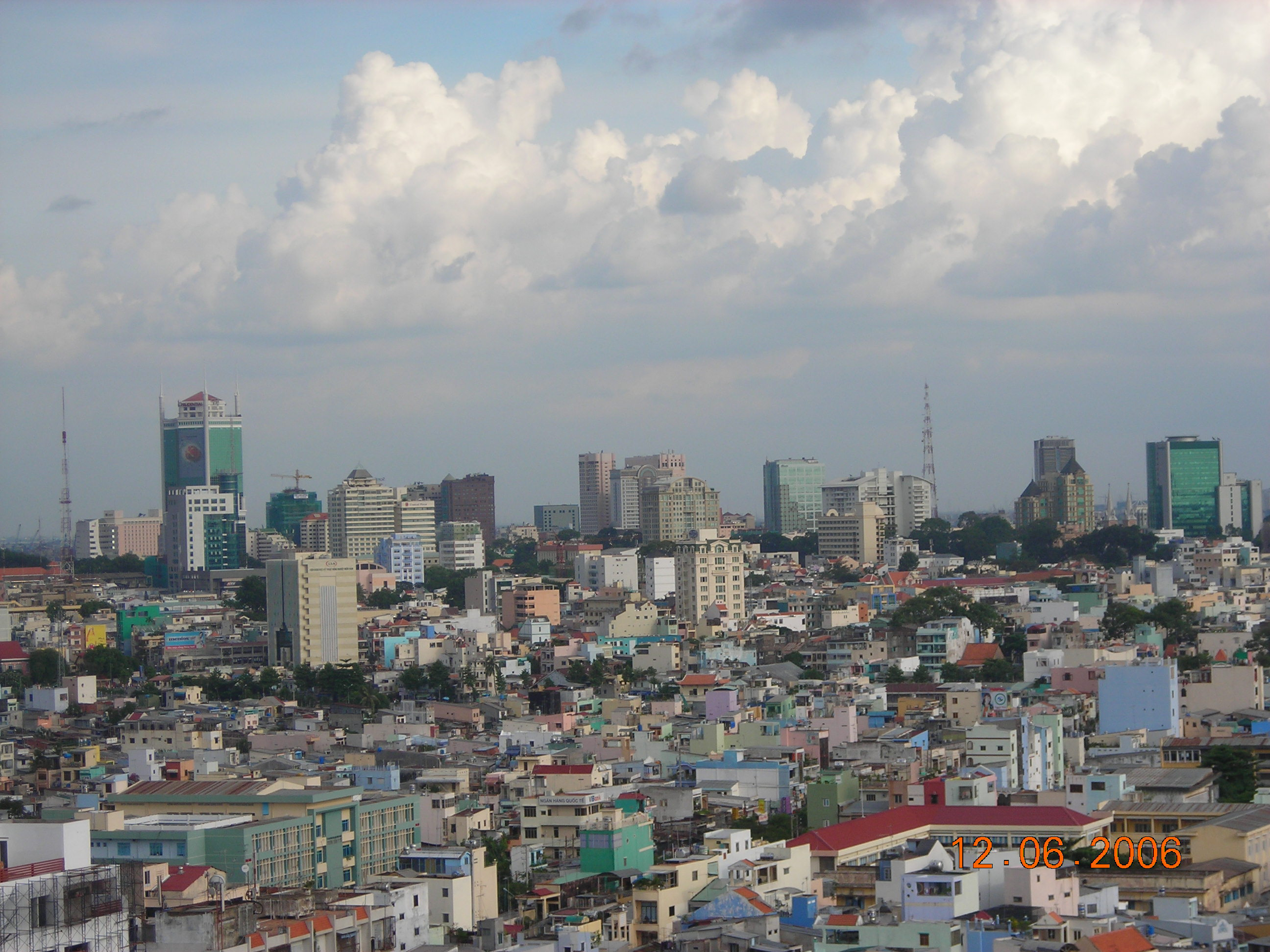
Ho Chi Minhstad

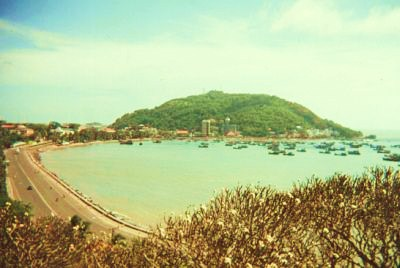
Vung Tau

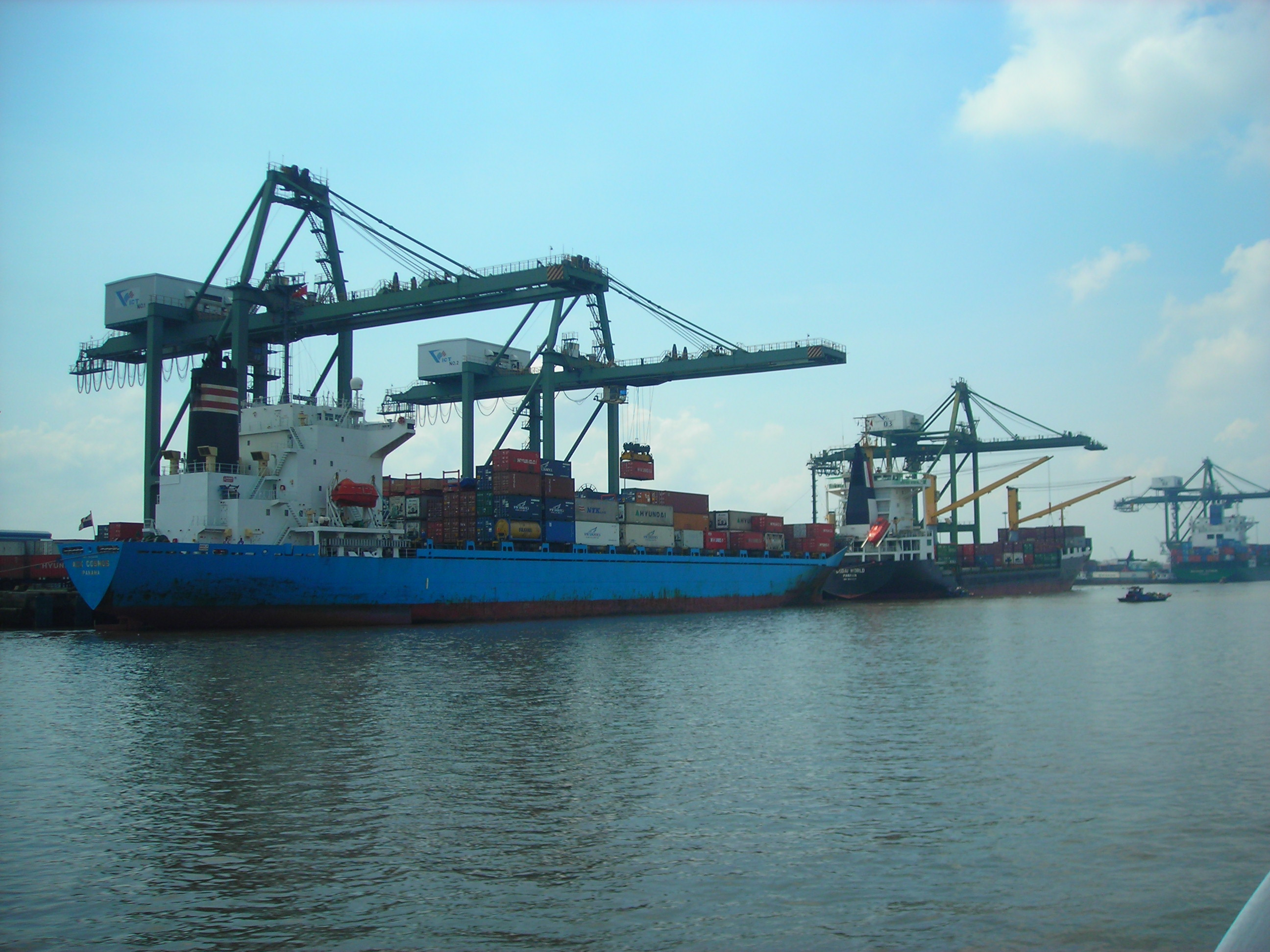
Haven van Saigon

Đông Nam Bộ (zuidoostelijke regio) is een gebied in Vietnam. Dit gebied bestaat uit de hoofdstad Ho Chi Minhstad en de provincies Ninh Thuan, Binh Thuan, Binh Phuoc, Binh Duong, Tay Ninh, Dong Nai, Bà Rịa-Vũng Tàu. Het gebied bestrijkt 34.743 km² en heeft een bevolking van 11.709.923 inwoners. Dit is het economisch belangrijkste gebied van Vietnam, dat twee derde van de jaarlijkse begroting van Vietnam bijdraagt.

## Provincies
| No. | Provincie       | Gebied (km²) | Bevolking (2004) | Bevolkingsdichtheid (personen/km²) |
| --- | --------------- | ------------ | ---------------- | ---------------------------------- |
| 1   | Ho Chi Minhstad | 2,095        | 6,239,938        | 2,978                              |
| 2   | Bà Rịa-Vũng Tàu | 1,982.2      | 897,600          | 452.8                              |
| 3   | Bình Dương      | 2,695.5      | 883,200          | 327.7                              |
| 4   | Bình Phước      | 6,857.3      | 783,600          | 114.3                              |
| 5   | Bình Thuận      | 7,992        | 1,140,429        | 142.7                              |
| 6   | Đồng Nai        | 5,894.8      | 2,174,600        | 368.90                             |
| 7   | Lâm Đồng        | 9,764.8      | 1,138,700        | 116.61                             |
| 8   | Ninh Thuận      | 3,360.1      | 911,600          | 271.3                              |
| 9   | Tây Ninh        | 4,029.6      | 1,029,800        | 255.56                             |